# Convention de Varsovie
Pour les articles homonymes, voir Convention de Varsovie (homonymie).
La Convention de Varsovie est une convention internationale qui régit tout transport international de personnes, bagages ou marchandises, effectué par aéronef contre rémunération. La Convention de Montréal (en), convention pour l’unification de certaines règles relatives au transport aérien international, est mise en place en 2003 dans le but de la remplacer ; cependant, de nombreux États n'ont pas signé la Convention de Montréal et restent soumis au système varsovien.
La Convention de Varsovie est amendée en 1955, 1961, 1971 et 1975.

## Contenu

### Définition
La Convention de Varsovie s'applique à tout transport international de personnes, bagages ou marchandises, effectué par aéronef contre rémunération. Elle s'applique également aux transports gratuits effectués par aéronef par une entreprise de transports aériens.
Est qualifié transport international, au sens de la Convention, tout transport dans lequel, le point de départ et le point de destination, qu'il y ait ou non interruption de transport ou transbordement, sont situés soit sur le territoire de deux Hautes Parties Contractantes, soit sur le territoire d'une seule Haute Partie Contractante, si une escale est prévue dans un territoire soumis à la souveraineté ou à l'autorité d'une autre Puissance même non Contractante. Le transport sans une telle escale n'est pas considéré comme international au sens de la Convention.
Le transport à exécuter par plusieurs transporteurs par air successifs est censé constituer pour l'application de cette Convention un transport unique lorsqu'il a été envisagé par les parties comme une seule opération, qu'il ait été conclu sous la forme d'un seul contrat ou d'une série de contrats et il ne perd pas son caractère international par le fait qu'un seul contrat ou une série de contrats doivent être exécutés intégralement dans un territoire soumis à la souveraineté ou a l'autorité d'une même Haute Partie Contractante.

## Transports

### Dispositions relatives aux voyageurs
Dans le transport de voyageurs, le transporteur est tenu de délivrer un billet de passage qui doit contenir les mentions suivantes :
- Le lieu et la date de l'émission ;
- Les points de départ et de destination ;
- Les arrêts prévus, sous réserve de la faculté pour le transporteur de stipuler qu'il pourra les modifier en cas de nécessité et sans que cette modification puisse faire perdre au transport son caractère international ;
- Le nom et l'adresse du ou des transporteurs ;
- L'indication que le transport est soumis au régime de la responsabilité établi par la Convention.

L'absence, l'irrégularité ou la perte du billet n'affecte ni l'existence, ni la validité du contrat de transport, qui n'en sera pas moins soumis aux règles de la Convention. Toutefois, si le transporteur accepte le voyageur sans qu'il ait été délivré un billet de passage, il n'aura pas le droit de se prévaloir des dispositions de cette Convention qui excluent ou limitent sa responsabilité.

### Dispositions relatives aux bagages
Dans le transport de bagages, autres que les menus objets personnels dont le voyageur conserve la garde, le transporteur est tenu de délivrer un bulletin de bagages.
Le bulletin de bagages est établi en deux exemplaires, l'un pour le voyageur, l'autre pour le transporteur.
Il doit contenir les mentions suivantes :
- Le lieu et la date de l'émission ;
- Les points de départ et de destination ;
- Le nom et l'adresse du ou des transporteurs ;
- Le numéro du billet de passage ;
- L'indication que la livraison des bagages est faite au porteur du bulletin ;
- Le nombre et le poids des colis ;
- Le montant de la valeur déclarée ;
- L'indication que le transport est soumis au régime de la responsabilité établi par la Convention.

L'absence, l'irrégularité ou la perte du bulletin n'affecte ni l'existence, ni la validité du contrat de transport qui n'en sera pas moins soumis aux règles de la Convention. Toutefois, si le transporteur accepte les bagages sans qu'il ait été délivré un bulletin ou si le bulletin ne contient pas le numéro du billet de passage, le nombre et le poids des colis ou l'indication que le transport est soumis au régime de la responsabilité établi par la Convention de Varsovie, le transporteur n'aura pas le droit de se prévaloir des dispositions de cette Convention qui excluent ou limitent sa responsabilité.

### Responsabilité

#### Responsabilité vis-à-vis des personnes: article 17
Le transporteur est responsable du dommage survenu en cas de mort, de blessure ou de toute autre lésion corporelle subie par un voyageur lorsque l'accident qui a causé le dommage s'est produit à bord de l'aéronef ou au cours de toutes opérations d'embarquement et de débarquement.

#### Responsabilité en ce qui concerne les bagages: article 18
« 1. Le transporteur est responsable du dommage survenu en cas de destruction, perte ou avarie de bagages enregistrés ou de marchandises lorsque l'événement qui a causé le dommage s'est produit pendant le transport aérien.
2. Le transport aérien, au sens de l'alinéa précédent, comprend la période pendant laquelle les bagages ou marchandises se trouvent sous la garde du transporteur, que ce soit dans un aérodrome ou à bord d'un aéronef ou dans un lieu quelconque en cas d'atterrissage en dehors d'un aérodrome.
3. La période du transport aérien ne couvre aucun transport terrestre, maritime ou fluvial effectué en dehors d'un aérodrome. Toutefois lorsqu'un tel transport est effectué dans l'exécution du contrat de transport aérien en vue du chargement, de la livraison ou du transbordement, tout dommage est présumé, sauf preuve contraire, résulter d'un événement survenu pendant le transport aérien. »

— Article 18

#### Responsabilité en cas de retard
« Le transporteur est responsable du dommage résultant d'un retard dans le transport aérien de voyageurs, bagages ou marchandises. »

— Article 19

#### Absence de responsabilité
Le transporteur n'est pas responsable s'il prouve que lui et ses préposés ont pris toutes les mesures nécessaires pour éviter le dommage ou qu'il leur était impossible de les prendre.
Dans les transports de marchandises et de bagages, le transporteur n'est pas responsable, s'il prouve que le dommage provient d'une faute de pilotage, de conduite de l'aéronef ou de navigation, et que, à tous autres égards, lui et ses préposés ont pris toutes les mesures nécessaires pour éviter le dommage.

#### Dédommagement
Dans le transport des personnes, la responsabilité du transporteur envers chaque voyageur est limitée à la somme de 140 000 euros environ. Dans le cas où, d'après la loi du tribunal saisi, l'indemnité peut être fixée sous forme de rente, le capital de la rente ne peut dépasser cette limite. Toutefois, par une convention spéciale avec le transporteur, le voyageur pourra fixer une limite de responsabilité plus élevée.
Dans le transport de bagages enregistrés et de marchandises, la responsabilité du transporteur est limitée à la somme de 23 euro/kg environ, sauf déclaration spéciale d'intérêt à la livraison faite par l'expéditeur au moment de la remise du colis au transporteur et moyennant le paiement d'une taxe supplémentaire éventuelle. Dans ce cas, le transporteur sera tenu de payer jusqu'à concurrence de la somme déclarée, à moins qu'il ne prouve qu'elle est supérieure à l'intérêt réel de l'expéditeur à la livraison.
En ce qui concerne les objets dont le voyageur conserve la garde, la responsabilité du transporteur est limitée à 1 400 euros environ par voyageur.

## États partis
Liste des États signataires y compris du protocole de La Haye.

## Compléments